# Cimetière du Sud (Cologne)
Pour les articles homonymes, voir Cimetière du Sud.

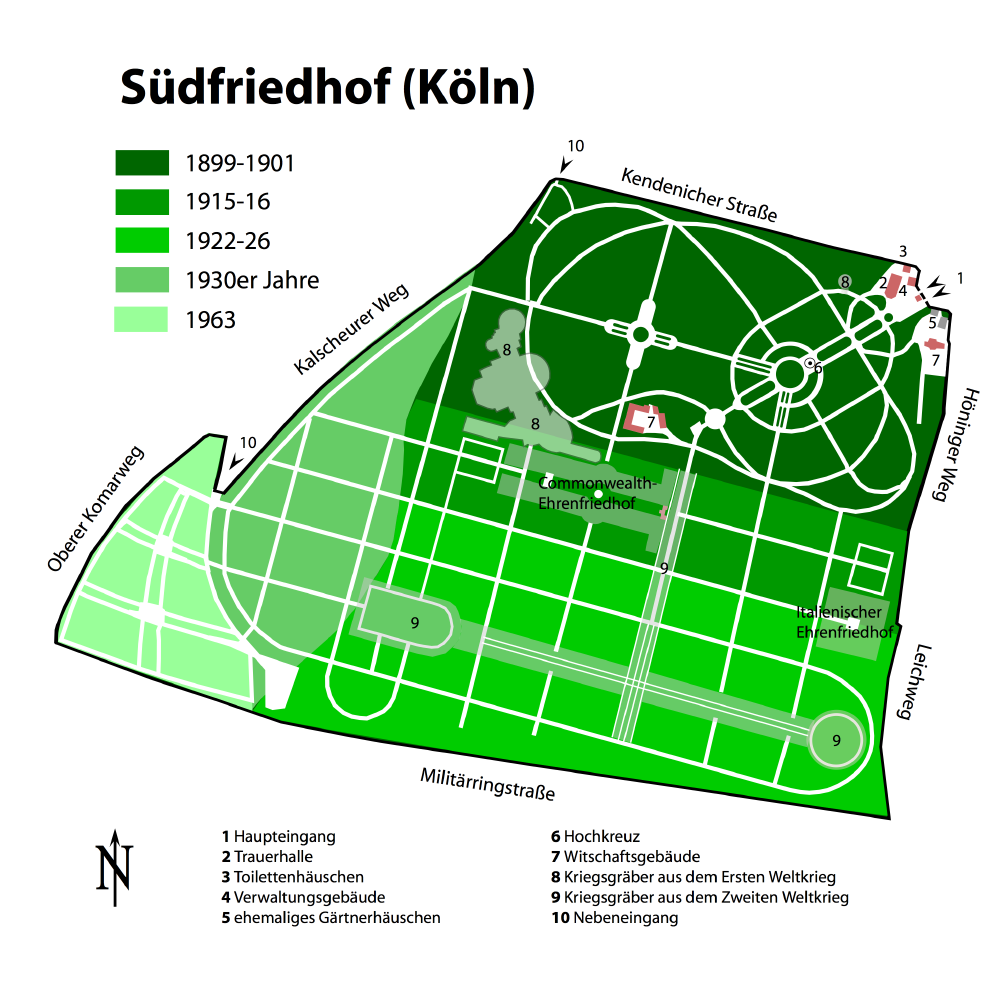
Plan du cimetière avec ses extensions.

Le cimetière du Sud (Südfriedhof) est un des grands cimetières municipaux de Cologne en Allemagne. Il se trouve dans le quartier de Zollstock, de l'arrondissement de Rodenkirchen. Il s'étend sur 615 400 m2. Ouvert en 1901, il possède des sépultures intéressantes d'un point de vue architectonique.

## Description

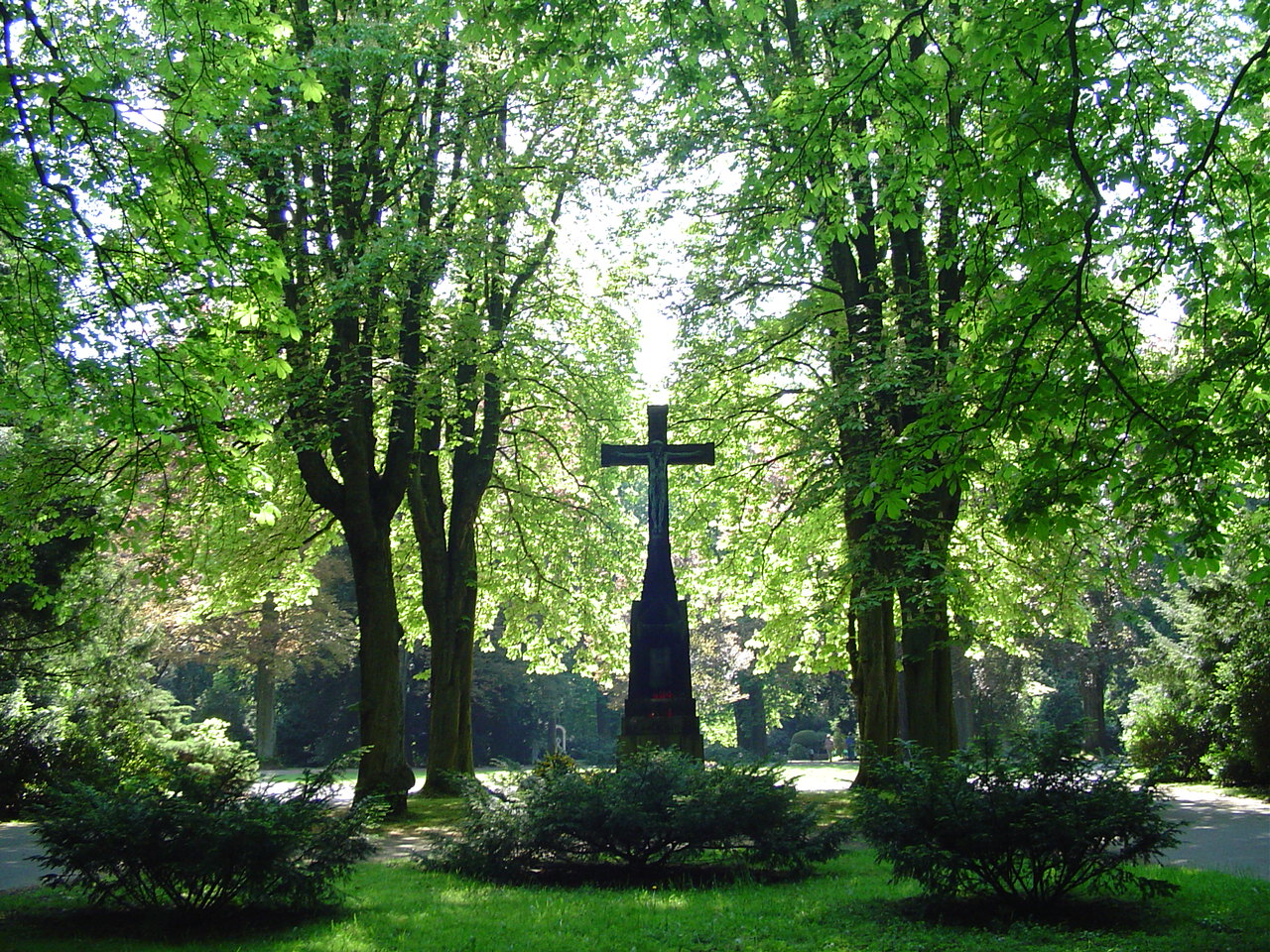
Allée principale avec une grande croix de calvaire.

Le cimetière de plan géométrique s'étend le long de la Kendenicher Straße au nord jusqu'à la Militärringstraße au sud, ainsi que du Kalscheurer Weg et du Oberen Komarweg à l'ouest, jusqu'au Höninger Weg et au Leichweg à l'est. L'entrée principale donne sur la Höninger Platz à l'angle nord-est du cimetière ; il y a deux autres entrées, l'une donnant sur l'Oberen Komarweg  et l'autre sur la Kendenicher Straße.
Le cimetière du Sud Cologne est purement un cimetière de parc avec une grande densité d'arbres et de larges allées pavées. Cela le rend idéal pour les longues promenades en été comme en hiver. Le cimetière du Sud constitue également une partie importante de la ceinture verte de Cologne car il se trouve à l'intersection de la «ceinture verte extérieure» avec l'«axe vert Sud», qui forme la « ceinture verte intérieure » du Volksgarten à travers le Vorgebirgspark avec la « ceinture verte extérieure » et continue de là vers Brühl et Bonn. Le cimetière offre également un habitat à de nombreuses espèces animales, comme le renard roux et des espèces d'oiseaux, telles que le hibou des marais, la buse et même la perruche à collier échappée des maisons. 

## Histoire

### Conception de départ
Le cimetière du Sud a été aménagé entre 1899 et 1901 et ouvert aux inhumations le 1er avril 1901. Outre le quartier de Cologne du Nordfriedhof à Weidenpesch, inauguré cinq ans plus tôt, ce cimetière a été conçu pour soulager Melaten-Friedhof, qui jusqu'à la fin du XIXe siècle était le seul grand cimetière central non confessionnel de la ville, qui compte plus de 300 000 habitants. La partie d'origine du cimetière sud était une zone trapézoïdale d'environ 20 hectares bordée par la Kendenicher Strasse, le Höninger Weg (sud de la Höninger Platz) et le Kalscheurer Weg, les deux dernières rues devant être partiellement déplacées au cours de l'agrandissement ultérieur du cimetière.

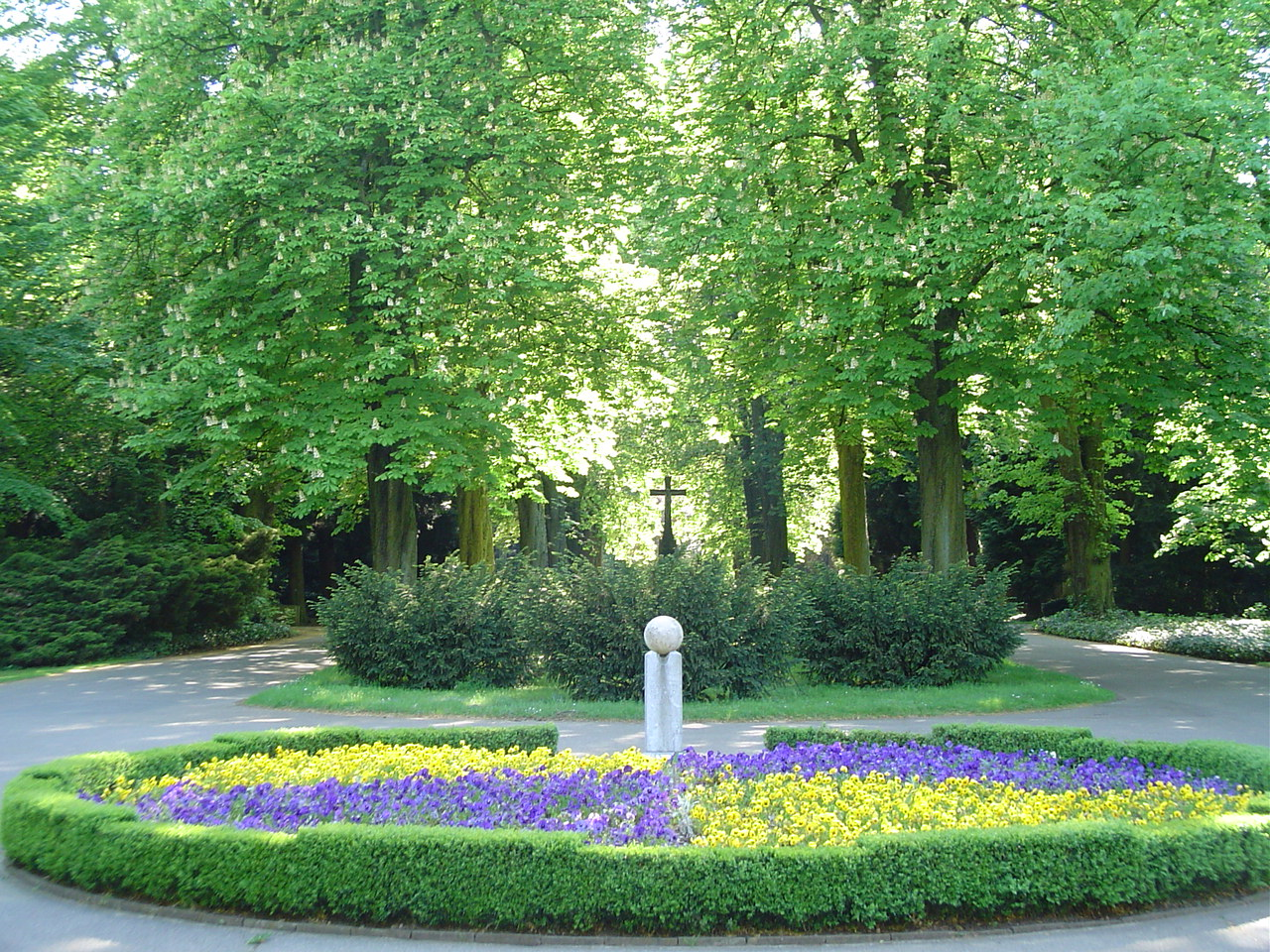
Allée près de l'entrée principale.

La construction du cimetière du Sud est faite selon les plans de l'architecte paysager Adolf Kowallek, qui était directeur des jardins de la ville de Cologne de 1887 à 1902 et qui a également été impliqué dans la conception et la création du cimetière du Nord et de plusieurs autres espaces verts de la ville. Kowallek prévoyait une installation semblable à un parc avec de nombreuses avenues et des sentiers circulaires, dans lequel le réseau de sentiers, contrairement à celui du cimetière de Melaten, ne devait pas ressembler à un échiquier, mais plutôt être incurvé. On peut le voir  dans le plan d'ensemble du cimetière à ce jour: contrairement aux zones qui ont été ajoutées au cours des agrandissements ultérieurs du cimetière, qui ont une division linéaire normale, des chemins principaux arqués sont visibles dans la zone de la l'entrée principale et de la grande croix de calvaire et les chemins circulaires strictement circulaires autour de la haute croix doivent être traversés par des chemins droits radiaux. En outre, de nombreux arbres et arbustes originaires à la fois d'Europe centrale et de régions exotiques ont été plantés, dont certains ont été préservés à ce jour. Kowallek, qui mourut peu de temps après avoir pris sa retraite en 1902, fut également enterré au Südfriedhof; sa tombe est près de l'entrée.

### Bâtiments

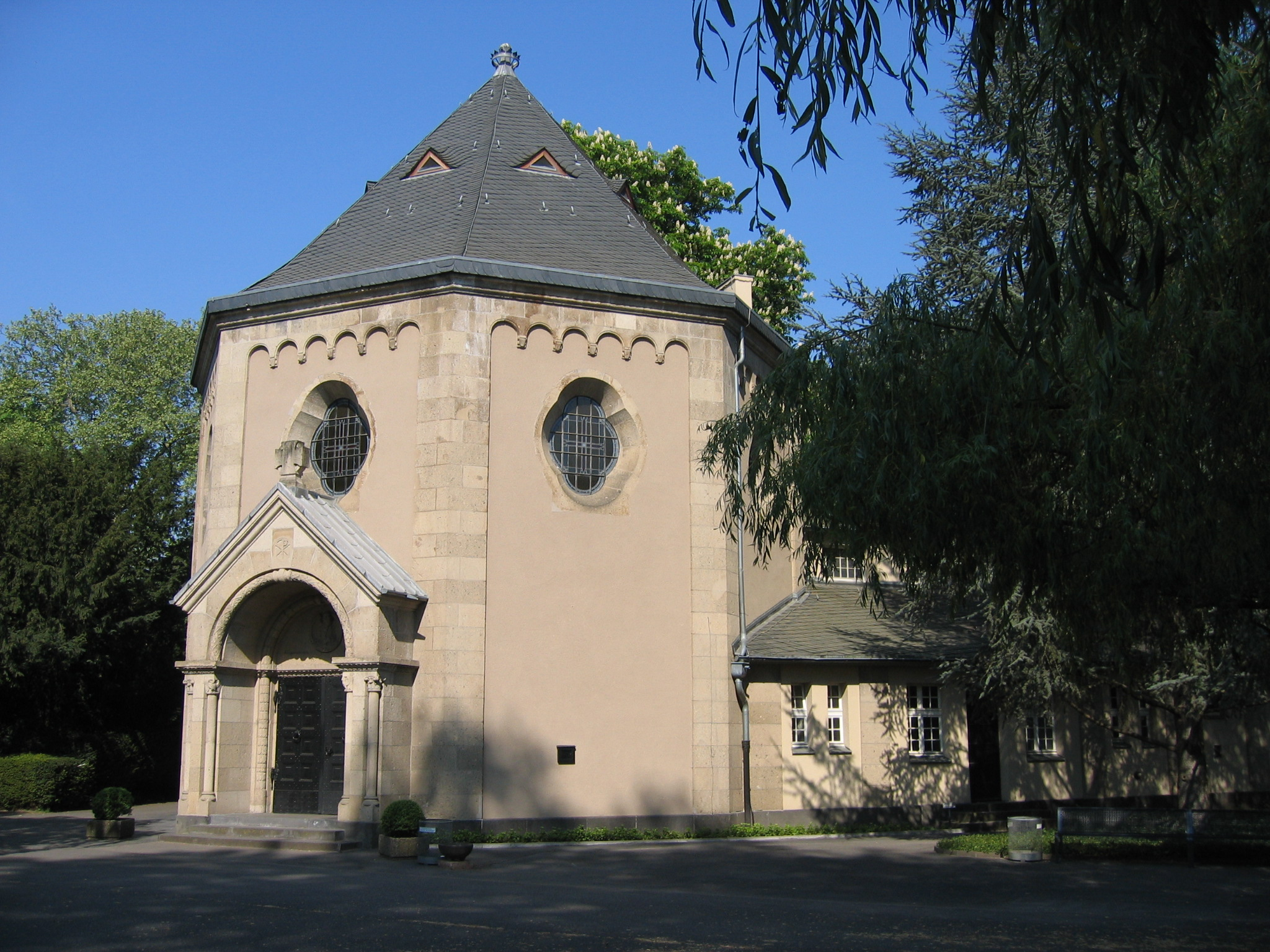
Le funérarium.

Parallèlement à l'aménagement du lieu de sépulture proprement dit, des plans pour les structures associées du cimetière, en particulier le funérarium et la conciergerie, ont été précisés. Ils devaient être utilitaires et décoratifs. Le style néo-roman est choisi ; mais il faut attendre plusieurs années avant qu'ils ne soient construits car le gouvernement prussien n'avait pas accordé de permis de construire, prévoyant de ceinturer la ville de fortifications. Finalement ces projets sopnt abandonnés et ce n'est qu'en 1905 que le bâtiment administratif, la maison du jardinier, la conciergerie et la morgue sont achevés. 
L'on n'avait pas prévu au départ de construire un funérarium, car la plupart des défunts étaient à l'époque d'abord veillés à domicile avant d'être enterrés au cimetière. Mais avec la croissance de la population, et surtout d'une population ouvrière, des raisons d'hygiène imposent l'usage de veiller les morts dans un funérarium avec des pièces aménagées. Cependant à cause du conflit avec le gouvernement prussien il a fallu plusieurs années que le bâtiment puisse être construit. Le funérarium octogonal à droite de l'entrée a finalement été inauguré en 1912.

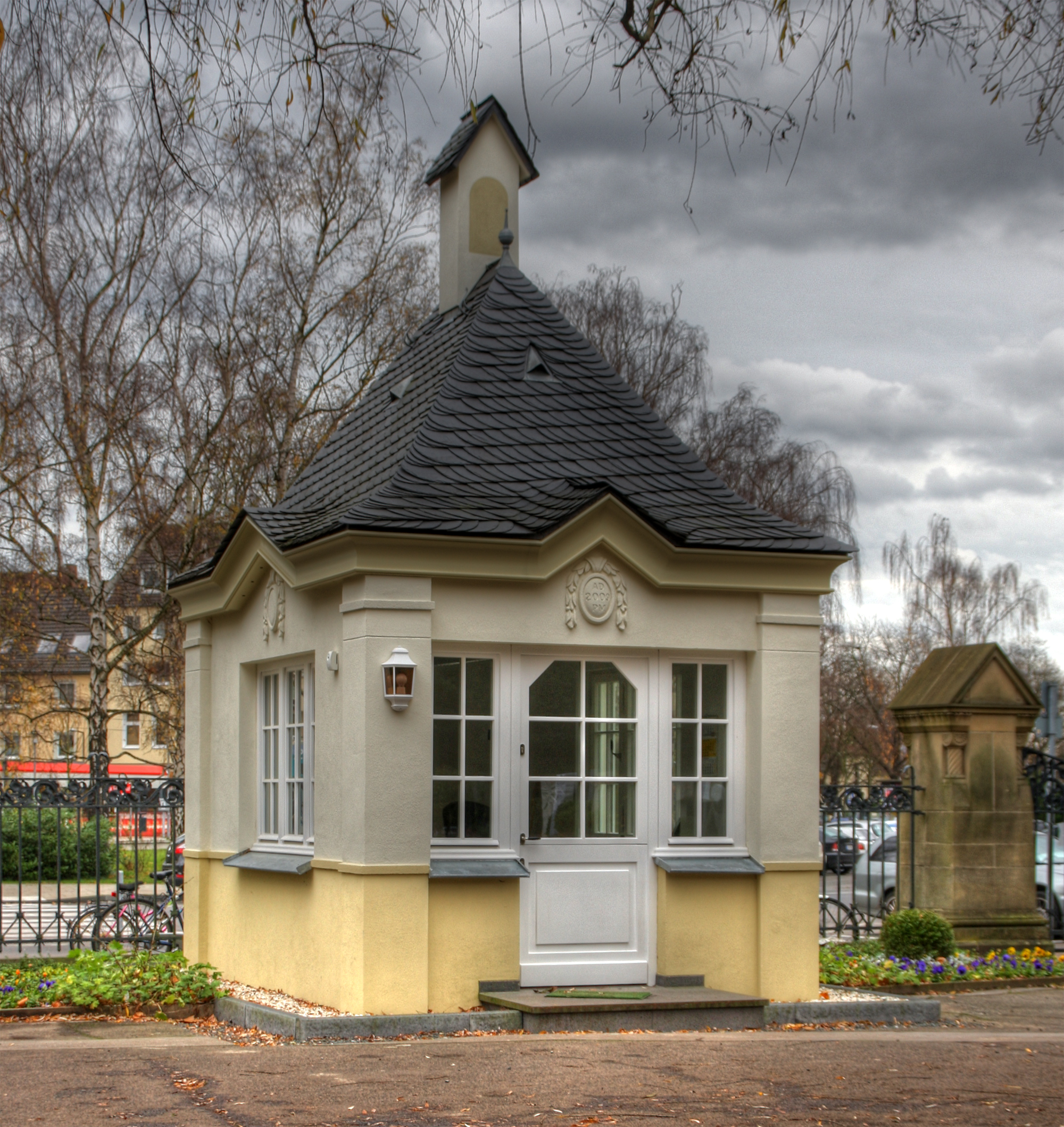
La porterie.

Près de l'entrée, se trouvent le funérarium, la maison du jardinier, et des toilettes publiques. Un bombardement aérien détruit en 1943 la porterie et la morgue et dévaste une partie du cimetière. Après la guerre, la morgue n'est pas reconstruite. Certains bâtiments et la maison du jardinier (privatisée depuis) sont protégés dans la liste des bâtiments historiques de Cologne dès 1980. la conciergerie est restaurée en 2009.

### Agrandissements
Lorsque le cimetière du Sud a été construit, il n'y avait initialement aucun projet d'agrandissement possible. Au contraire, la ville de Cologne envisageait à l'origine de créer un nouveau «cimetière central» de Cologne non loin du centre-ville, dont la superficie devait être suffisante pour une centaine d'années d'utilisation. Ce grand cimetière devait remplacer à la fois le cimetière du Sud et celui du Nord, dont la capacité n'aurait duré qu'une vingtaine d'années à sa taille d'origine. En fin de compte, aucune parcelle de terrain convenable et suffisamment grande pour un tel cimetière n'a pu être trouvée sans gêner à nouveau l'administration militaire. Au lieu de cela, la décision a été prise d'agrandir les grands cimetières qui avaient déjà été créés - c'est-à-dire le cimetière du Sud et celui du Nord - et de créer un autre grand cimetière, le cimetière de l'Ouest en 1917.
Le cimetière du Sud a été agrandi entre 1915 et 1916.

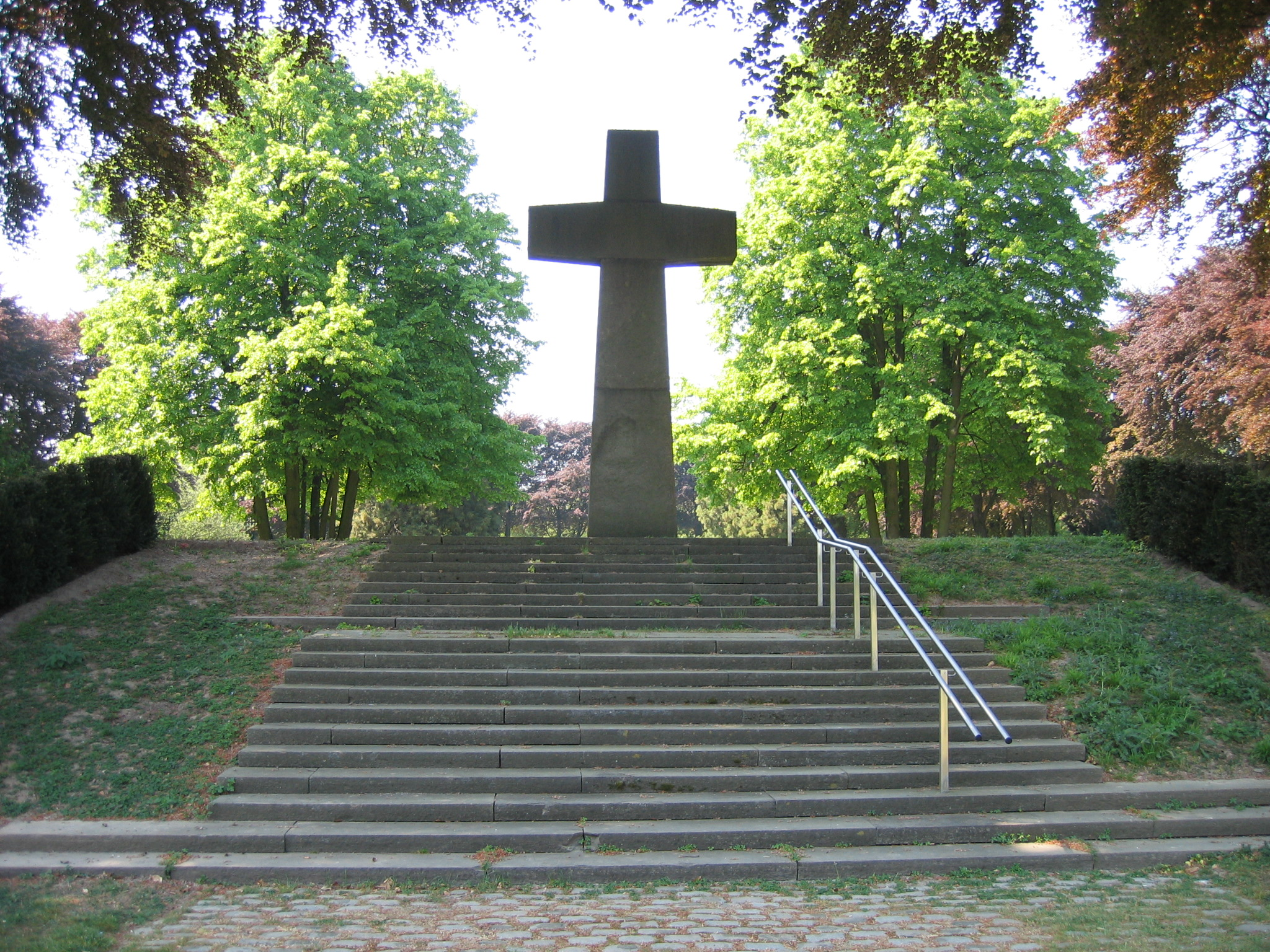
Cimetière militaire du 2e agrandissement.

Six ans après le premier agrandissement, un cimetière militaire est aménagé pour les soldats du Commonwealth en 1926 au sud du terrain mesurant environ 20 hectares. Une particularité de cette deuxième zone d'extension est une colline sur laquelle se trouvait une forteresse prussienne, détruite en 1919. Les morts de la Seconde Guerre mondiale ont ensuite été enterrés dans des fosses communes sur cette colline. 
Le troisième agrandissement a lieu à la fin des années 1930 avec force plantations. Le quatrième intervient en 1963 (5 hectares de plus), le cimetière atteignant sa taille actuelle.

## Sépultures et monuments

### Personnalités inhumées
- Karl Berbuer (1900–1977), compositeur et chanteur (division 83, Nr. 220–221)
- Dominikus Böhm (1880–1955), architecte d'églises (division 43, Nr. 374–375)
- Otto Bongartz (1895–1970), architecte (division 32)
- Walter Braunfels (1882–1954), compositeur et pianiste (division 43)
- Ernst Buchholz (1920–1993), champion de tennis (division 2)
- Fritz Fremersdorf (1894–1983), directeur du Römisch-Germanisches Museum (division 2)
- Georg Fritze (1874–1939), pasteur opposant au Troisième Reich (division 71)
- Ralph Giordano (1923–2014), publiciste et écrivain (division 52)
- Peter Günther (1882–1918), cycliste (division 28)[3]
- Marie Juchacz (1879–1956), fondatrice de l'AWO (division 65)

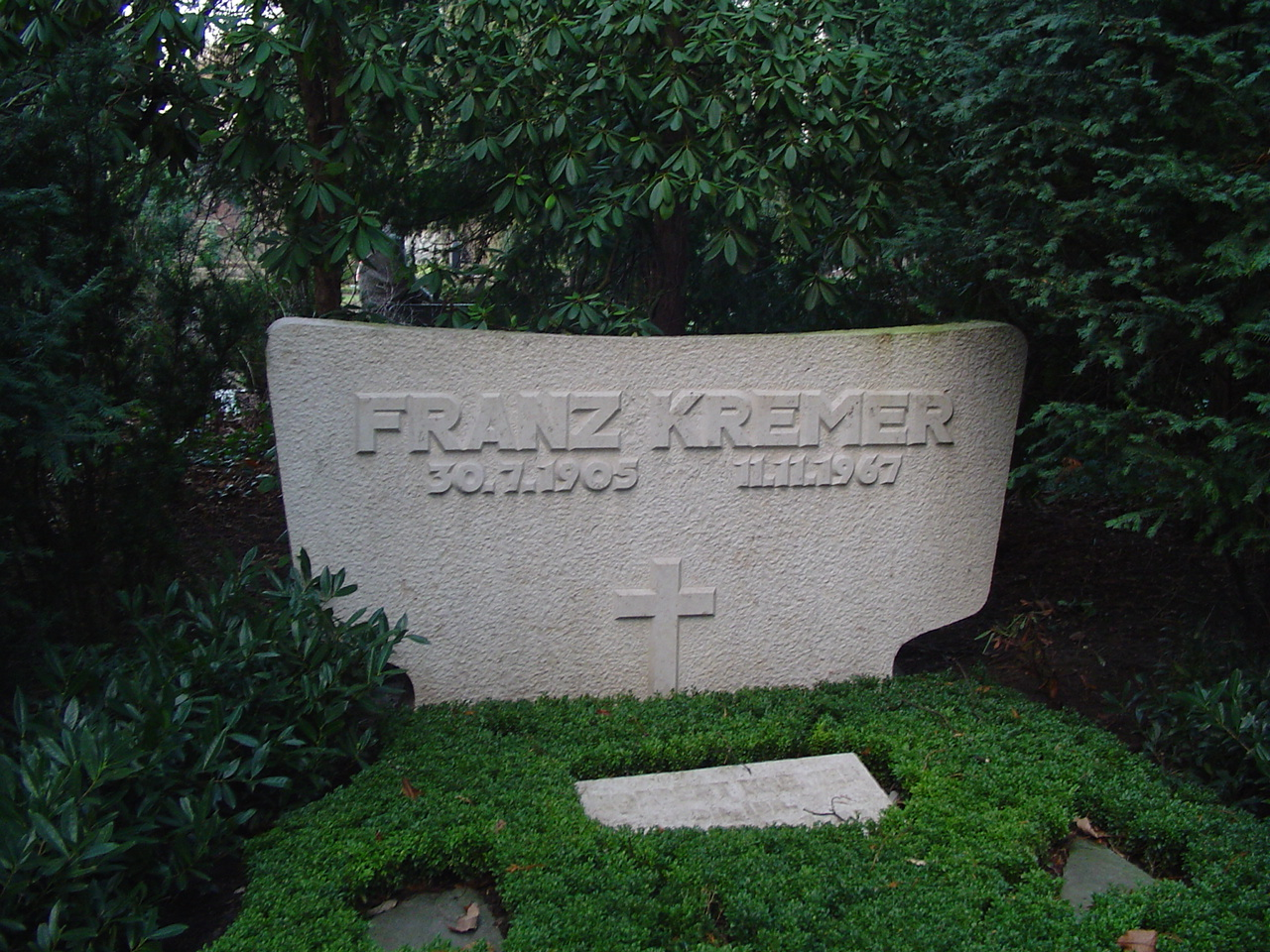
Tombe de Franz Kremer.

- Werner Koj (1953–2008), acteur et auteur (division 19)
- Adolf Kowallek (1852–1902), architecte paysagiste (division 2)
- Franz Kremer (1905–1967), président du 1. FC Köln (division 15)
- Margret van Munster (1920–2010), actrice (division 14)
- Adolf Nöcker (1856–1917), architecte (division 20)
- Fritz Pott (1939–2015), footballeur (division 42)
- Hans Schäfer (1927–2017), footballeur (Flur 22)
- Max Scheler (1874–1928), philosophe (division 18)
- Hans Sion (1911–1998), brasseur (Kölsch) (division 8)
- Wolfgang Wallner (1884–1964), sculpteur (division 5)
- Fritz Witte (1876–1937), théologien, historien de l'art, premier directeur du Museum Schnütgen (division 42, Nr. 129)

### Cimetières militaires

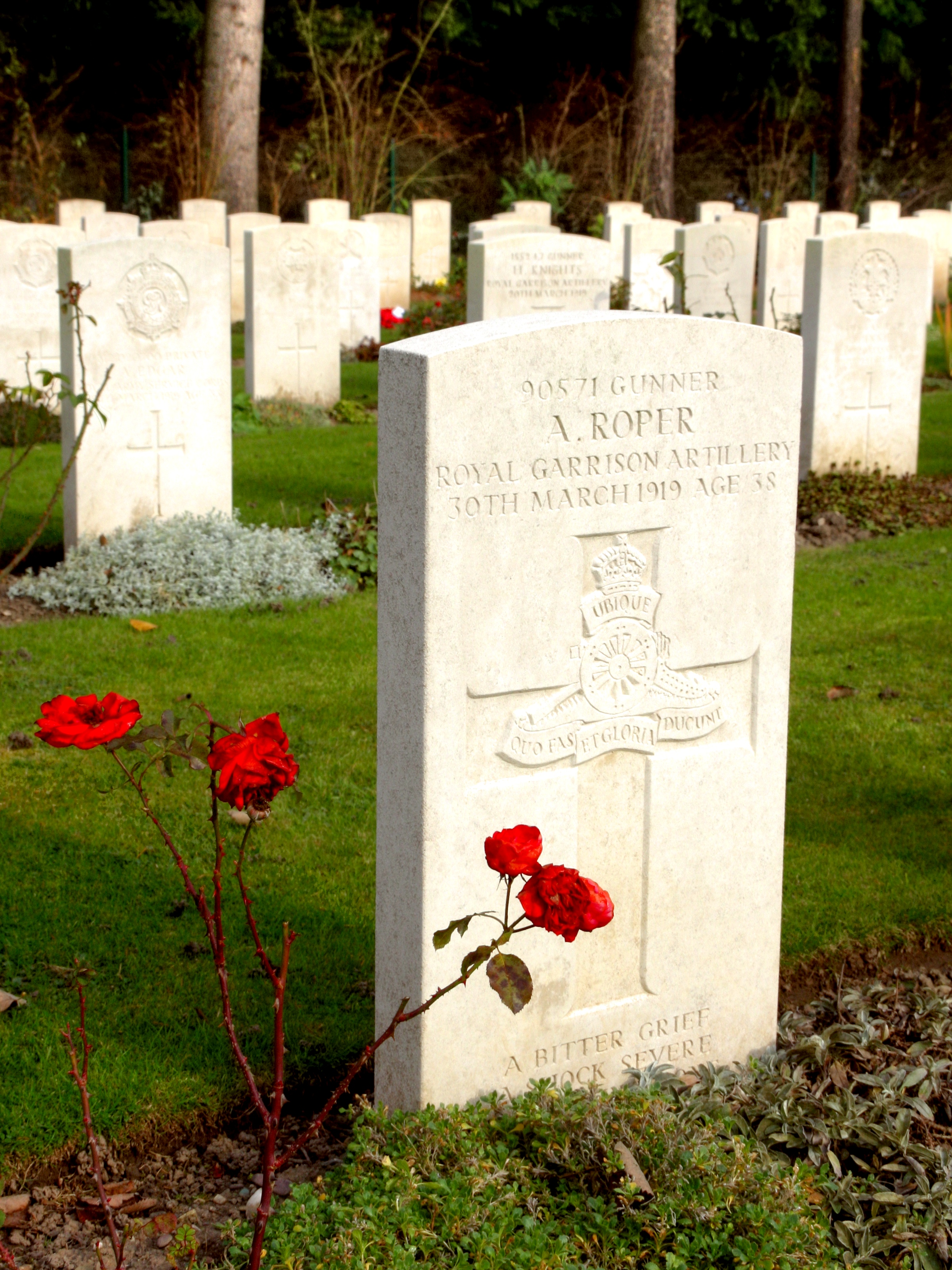
Cimetière militaire du Commonwealth.

L'on trouve nombre de tombes militaires des deux guerres mondiales dans ce cimetière et deux cimetières militaires.

#### Cologne War Cemetery
L'un des deux cimetières militaires est celui du Commonwealth à la division 40. Il appartient toujours au Royaume-Uni et il est entretenu par la Commonwealth War Graves Commission. Il accueille les sépultures des soldats du Commonwealth qui sont morts dans les deux guerres mondiales, et aussi des membres des forces d'occupation qui sont morts entre et après les guerres mondiales. Cologne a été occupée par les troupes britanniques de 1919 à 1926. Ce cimetière militaire a été créé en 1922. À cette époque, les Britanniques ont acheté un terrain de 1,4 hectare sur le site d'expansion de la ville de Cologne, qui était auparavant destiné à des défunts allemands, afin d'avoir leurs victimes de guerre. Quelque temps plus tard, les Britanniques ont acquis 3 600 mètres carrés supplémentaires. Pendant la Seconde Guerre mondiale, d'autres morts britanniques y ont été enterrés. Au total, il y a plus de 3 000 défunts. Le cimetière du Commonwealth du cimetière sud de Cologne est en grande partie identique aux autres cimetières militaires britanniques: ici aussi, il y a des dalles funéraires blanches et uniformes en grès de Portland, une croix haute sur l'axe central et des pelouses bien entretenues pour une vue d'ensemble.

#### Cimetière militaire italien

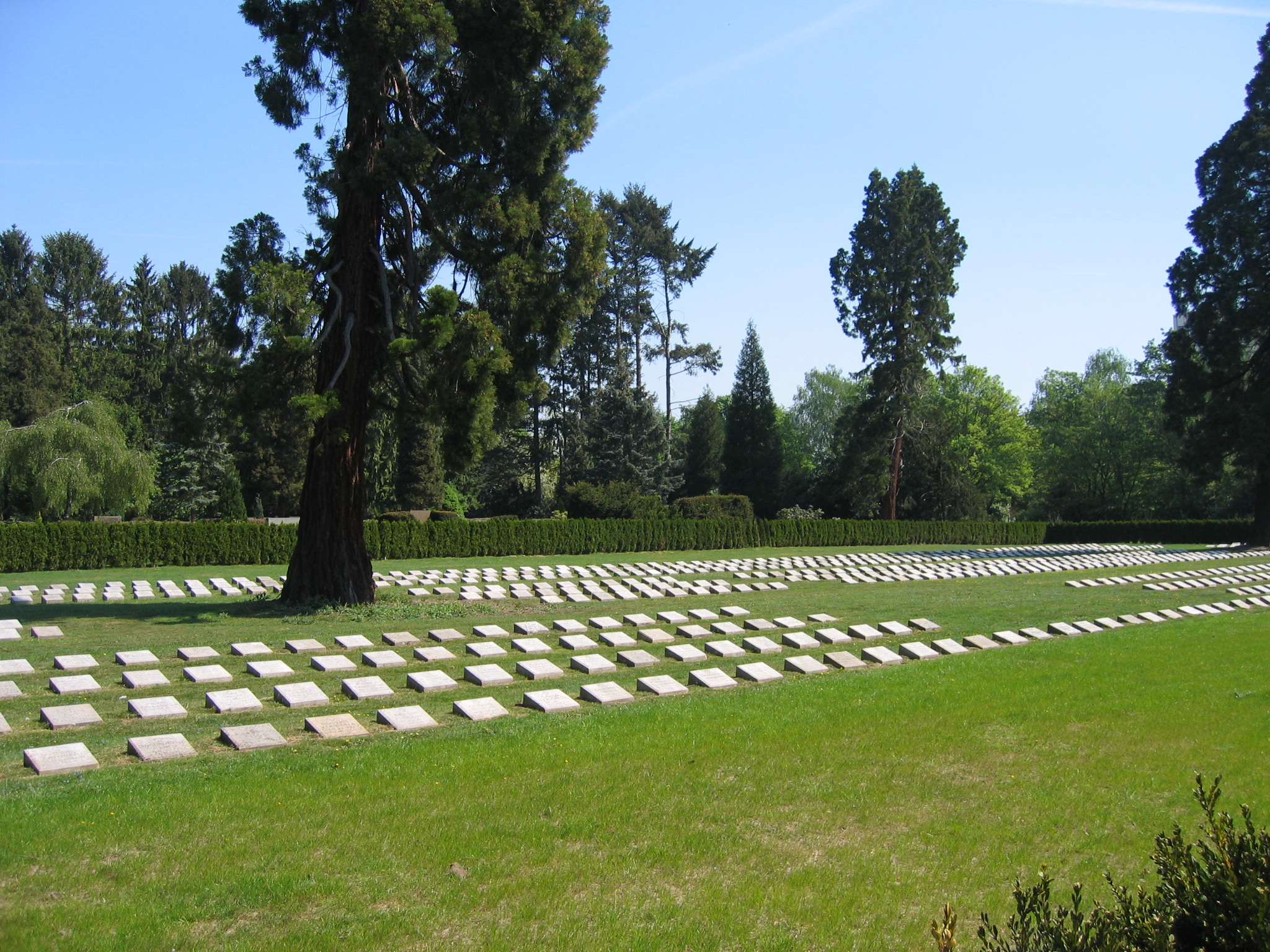
Cimetière militaire italien.

Le cimetière militaire italien sur la deuxième zone d'expansion, comme le reste du cimetière du Sud à l'exception du cimetière du Commonwealth, est maintenant entretenu par la ville de Cologne. Des prisonniers de guerre italiens morts dans des camps de prisonniers de guerre allemands pendant la Première Guerre mondiale, morts dans diverses régions d'Allemagne, y ont été inhumés dans les années 1920. Le gouvernement italien avait acquis à cette fin auprès de la ville de Cologne la propriété de 0,6 hectare en 1926. Au total, un peu plus de 1 900 prisonniers de guerre y reposent. Le centre du cimetière est formé par un obélisque couronné d'une étoile dorée, autour duquel se trouvent des dalles funéraires uniformes en rangées droites. Contrairement au cimetière du Commonwealth, le cimetière italien est clôturé séparément, et appartient à la ville de Cologne et non - comme stipulé à l'origine dans le traité - à l'État italien.

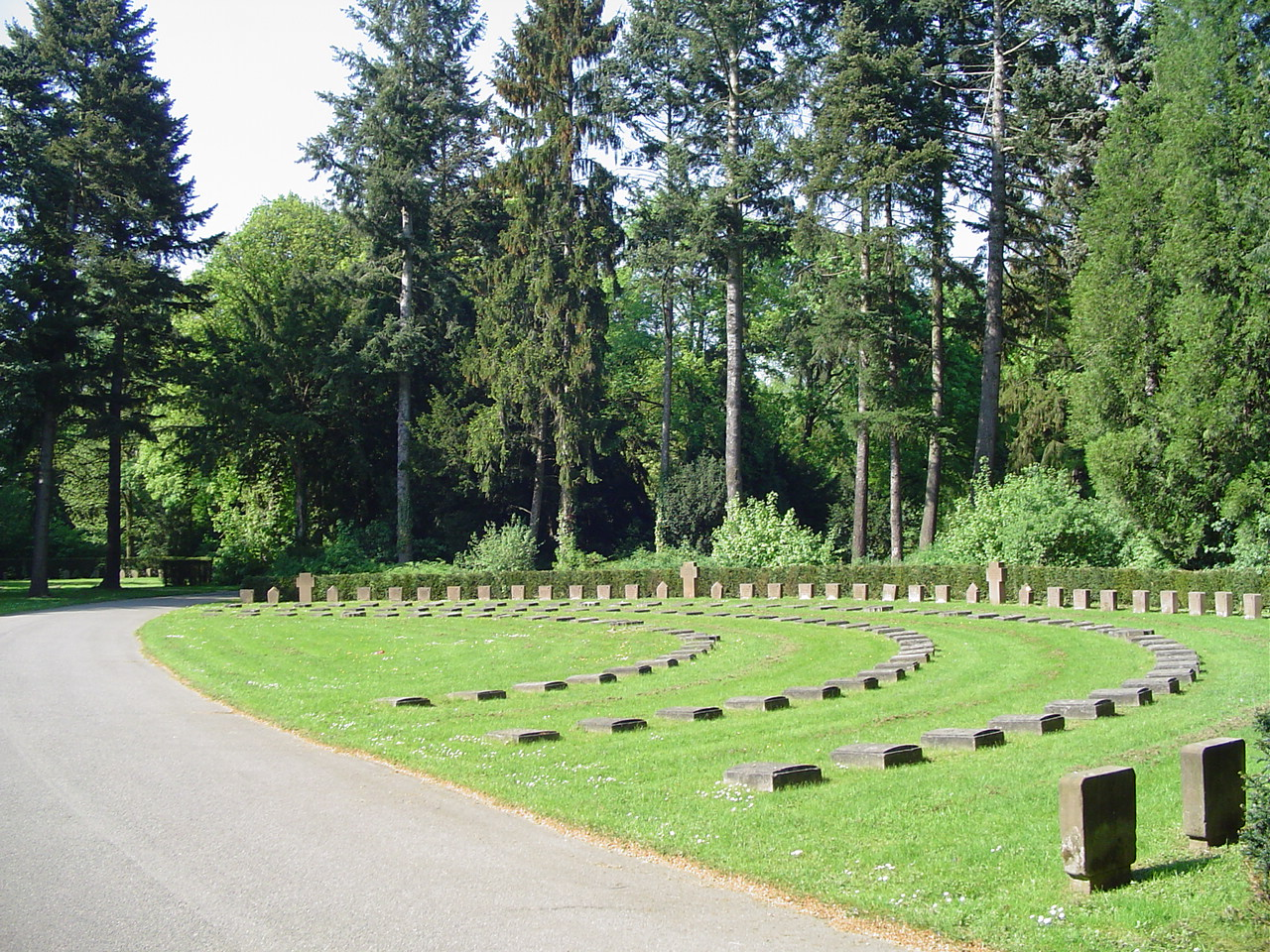
Carré militaire de soldats allemands la Première Guerre mondiale.

En plus des deux cimetières militaires, le cimetière du Sud abrite des sépultures communes de victimes militaires et civiles des deux guerres mondiales, réparties sur presque toute sa superficie. Un exemple en est le bosquet d'honneur, créé en 1920 dans la division 32 dans la partie d'origine du cimetière, où reposent plus de 2 500 soldats allemands morts pendant la Première Guerre mondiale. Dans la deuxième partie de l'extension, sur la colline qui, comme déjà mentionné, a servi de forteresse jusqu'en 1919, se trouvent les tombes d'environ 4 000 victimes des bombardements alliés au cours de la Seconde Guerre mondiale.

### Tombes remarquables

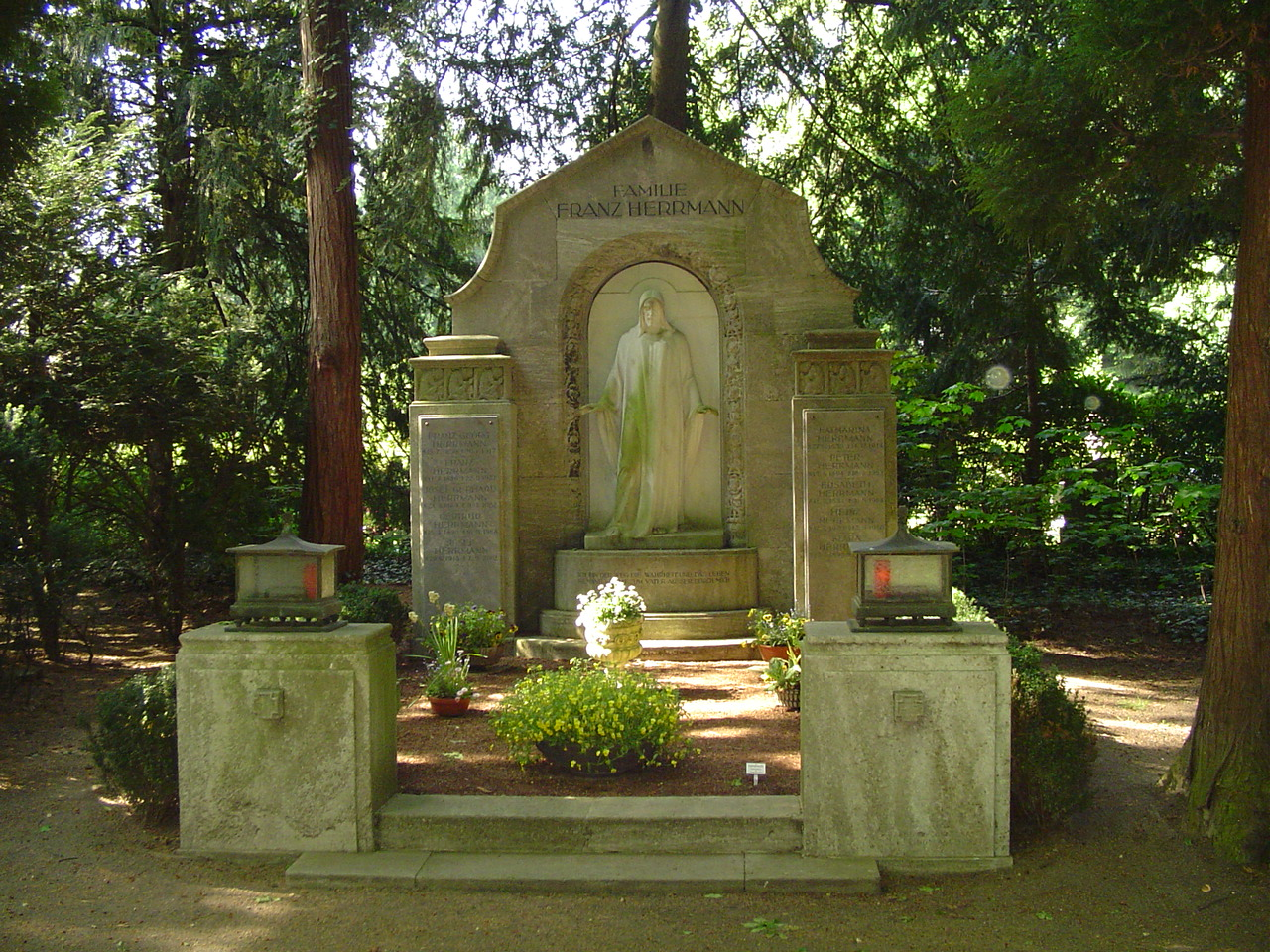
Sépulture de la famille de Franz Hermann.

Les tombes les plus anciennes et les plus intéressantes d'un point de vue architectonique se trouvent dans la partie la plus ancienne du cimetière et près de la haute croix de calvaire. Ce sont des sépultures de familles bourgeoises, souvent avec des murs décorés, des colonnes, des arcades ou des sculptures. L'on remarque des exemples de néoclassicisme, comme pour la famille Melder ou du Jugendstil comme pour la famille de Franz Hermann. 
Au bord de l'allée entre l'entrée principale et la haute croix de calvaire érigée en 1905, l'on trouve la sépulture en forme de mur de la famille Hummerich. Elle est connue à propos d'un incident curieux: de septembre 1944 à mars 1945, des espèces et autres avoirs monétaires de la ville de Cologne y ont été cachés aux troupes occupantes américaines et placées dans un des caveaux encore inoccupé. D'autres tombes familiales voisines ont également été utilisées comme cachettes pour les trésors de la ville. Cette histoire a été révélée en 1985 grâce à une publication dans le Kölner Stadt-Anzeiger.

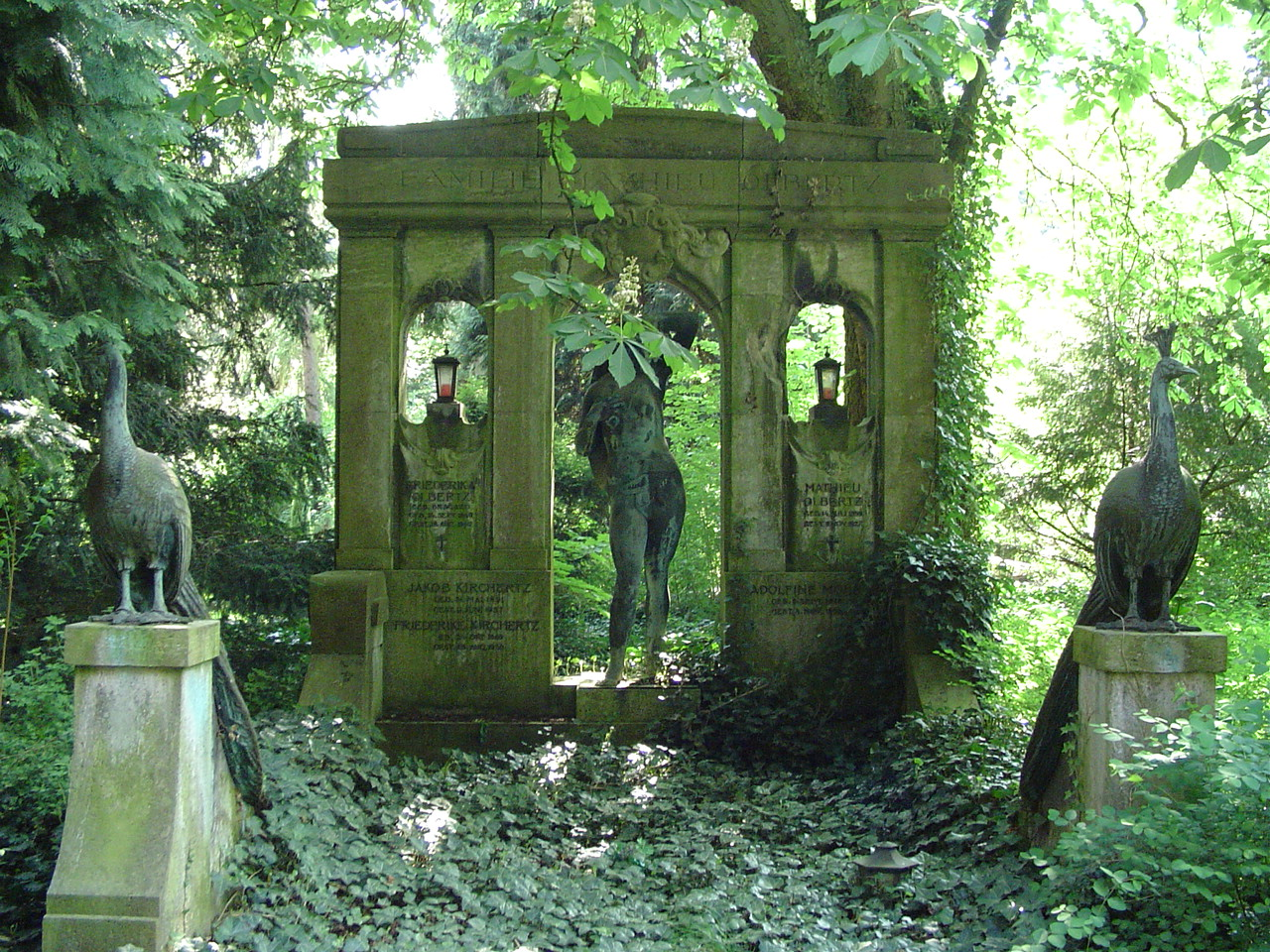
Sépulture Olbertz

Près de la sépulture Hummerich, se trouve la sépulture Mauser, structure en forme de temple soutenue par une colonne avec un sarcophage stylisé à l'intérieur, sur lequel repose un personnage masculin en robe, qui protège un jeune homme de la main gauche. La tombe néoclassique de la famille Steinkrüger, érigée en 1917, est située immédiatement à droite derrière la haute croix ; elle est également modelée sur un temple. Plus à droite de la croix de calvaire dans la division 32, la tombe murale de la famille Hartmann-Firnich, quelque peu cachée entre les buissons, attire le regard avec une statue grandeur nature du Christ en son milieu. La tombe de Mathieu Olbertz, densément envahie de lierre dans la division 32, près de l'avenue menant à droite du calvaire, est également l'un des monuments les plus marquants et les plus élaborés du cimetière du Sud. Il était particulièrement visible à cause de paons de bronze placés sur le côté, qui sont censés symboliser l'éternité.
Ces sculptures ne sont plus disponibles.
Les années 1920 et 1930 sont également représentées au cimetière du Sud avec un certain nombre de monuments typiques de l'époque: par exemple, la tombe de la famille Fassbender dans l'allée 15 avec un groupe sculptural en marbre blanc de 1935 composé de quatre personnages en deuil portant un cercueil, ou bien la tombe Wiemer dans l'allée 24 datant de 1938 avec la sculpture grandeur nature d'un mineur debout torse nu avec une pioche et portant une lanterne.

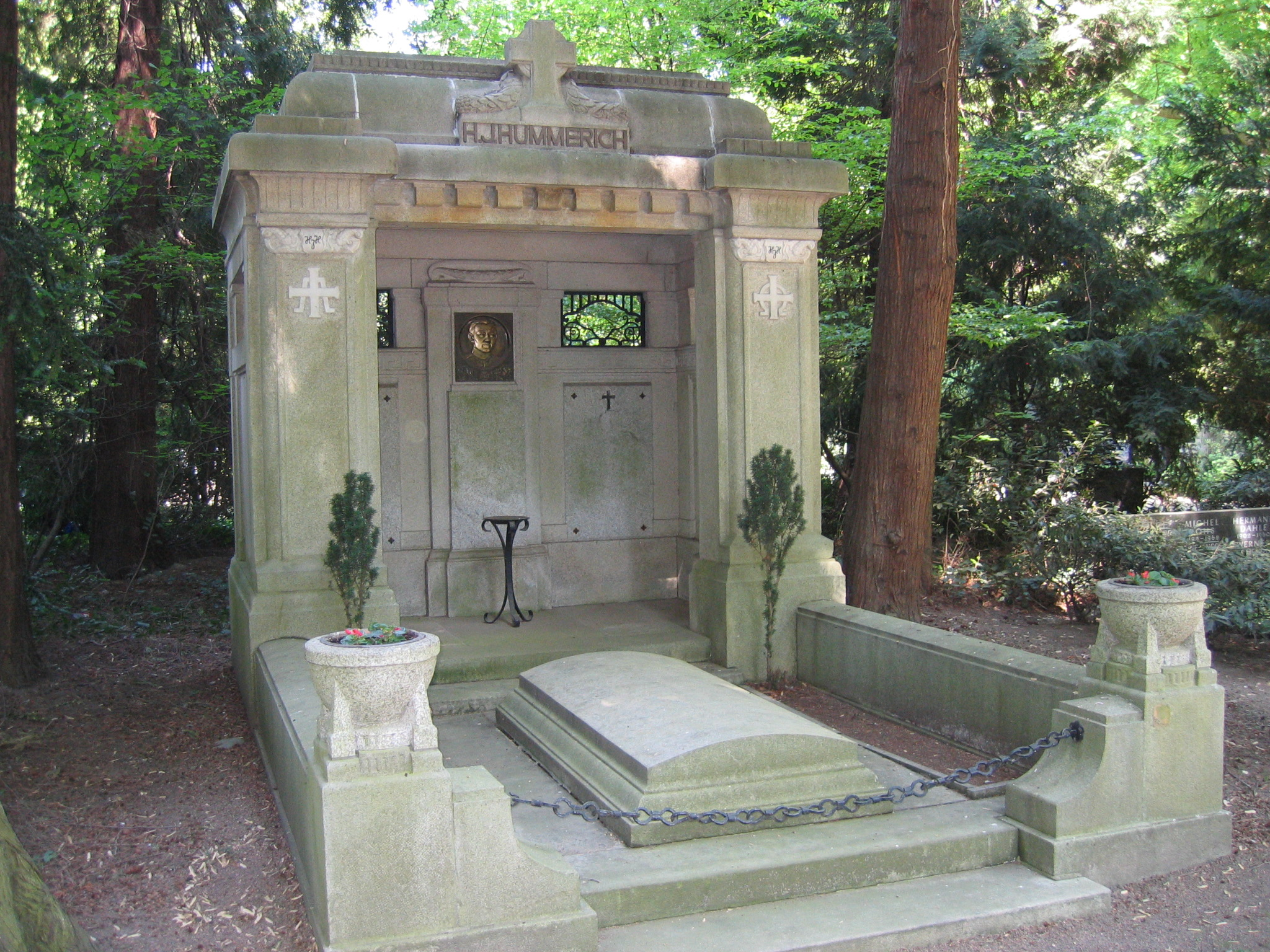
Sépulture Hummerich
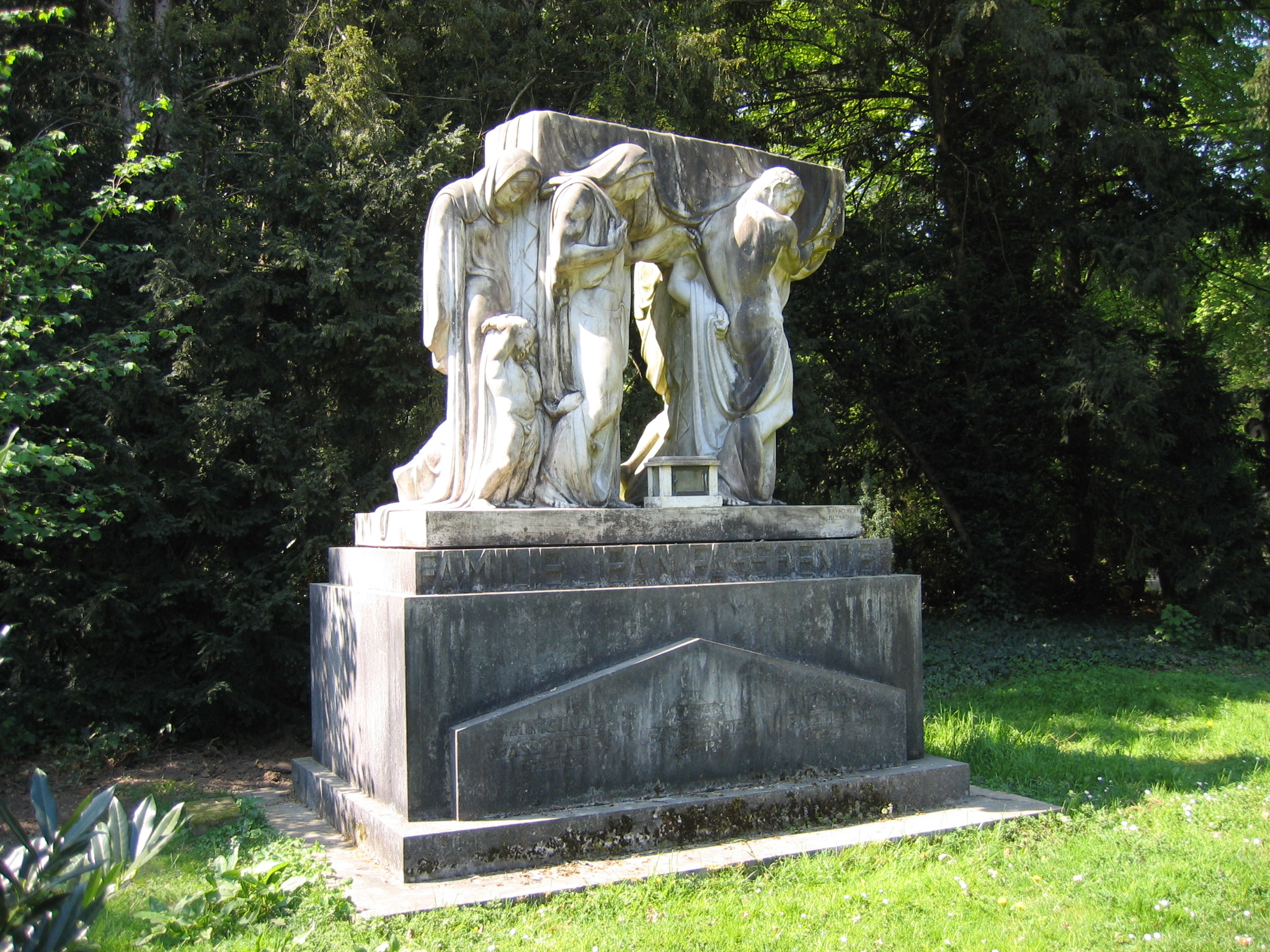
Sépulture Fassbender
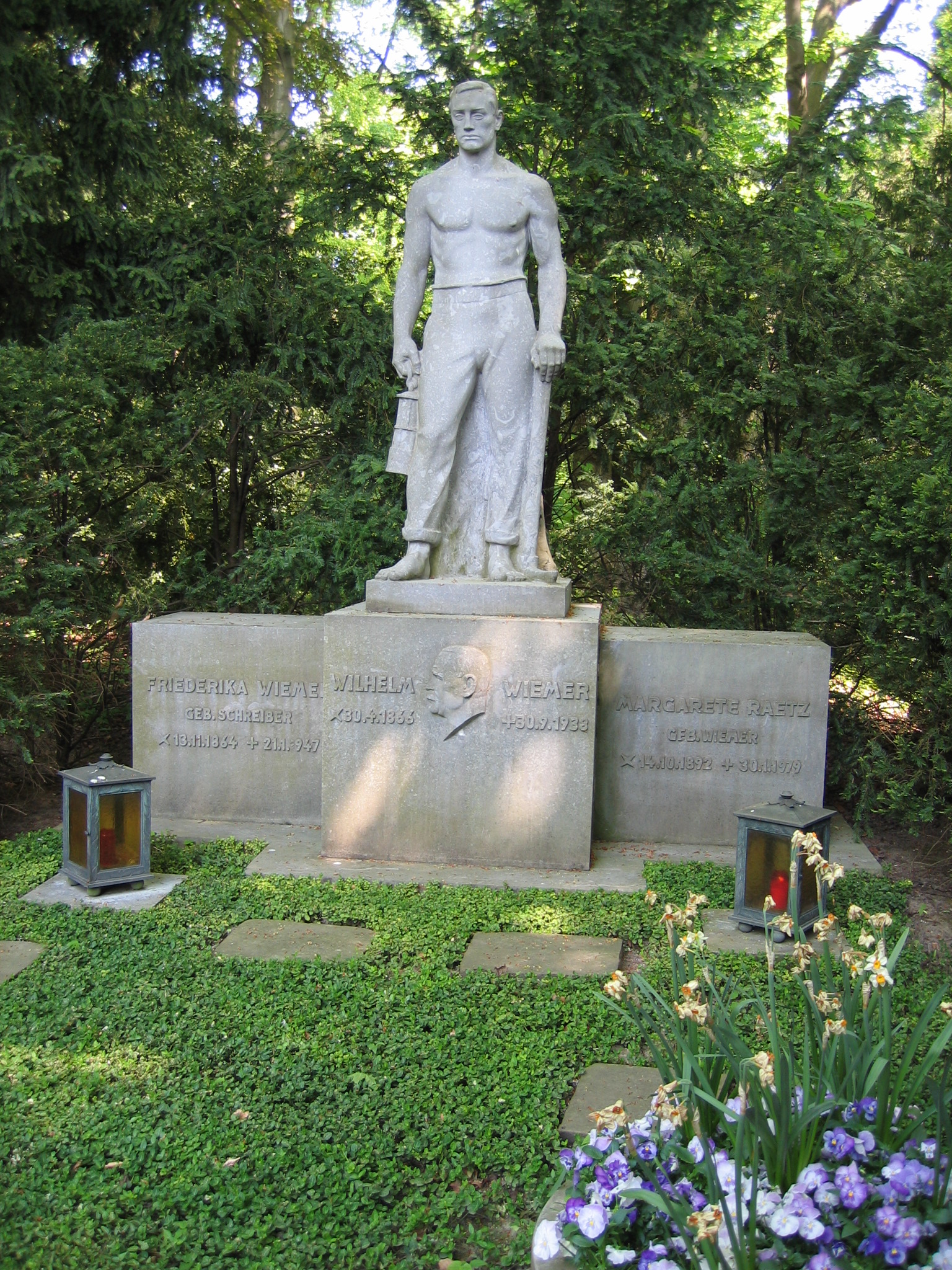
Sépulture Wiemer avec la statue d'un mineur
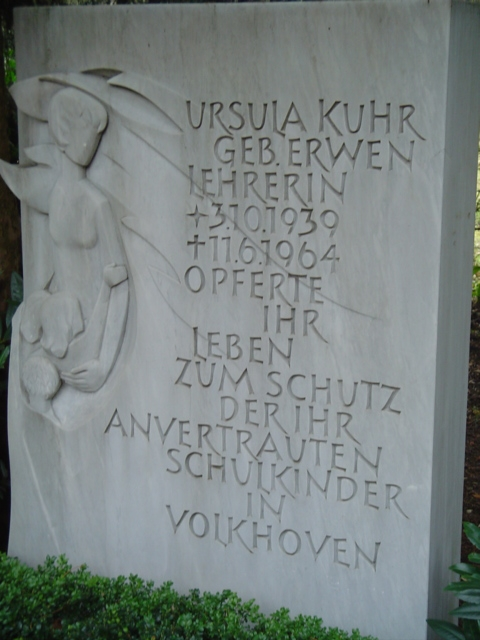
Stèle d'Ursula Kuhr (1939-1964), une des victimes du massacre de Cologne, le 11 juin 1964.

### Parrainage
Comme au Melaten-Friedhof et pour d'autres cimetières de Cologne, chacun a la possibilité de parrainage de tombes au cimetière du Sud. En effet l'on peut choisir une tombe historique menacée de ruine et la faire restaurer soi-même. En retour, l'on reçoit un droit à vie d'utiliser cette tombe, c'est-à-dire le droit de s'y faire enterrer soi-même ou ses proches. Un exemple de tombe de parrainage dans le cimetière du Sud de Cologne est la tombe de la famille Mathie dans la division 24, qui abritait à l'origine la tombe de l'architecte Carl Moritz. Elle montre la figure d'un pèlerin avec un bâton, créée en 1920. Le système de parrainage des tombes historiques qui a été expérimenté à l'origine à Cologne s'est également imposé dans de nombreuses autres villes d'Allemagne.